# Caldera vertical

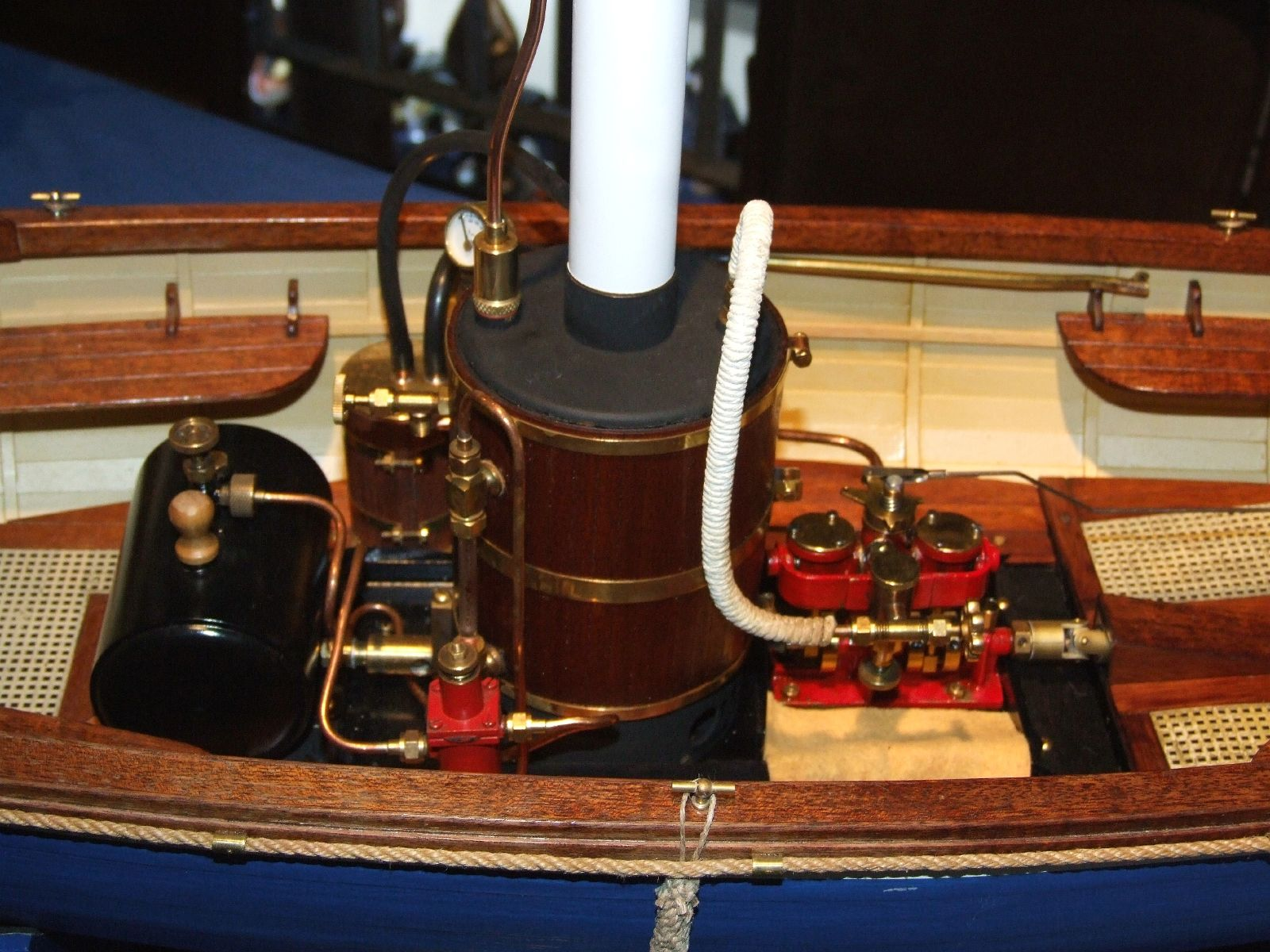
Detalle de una caldera vertical asociada a un motor de vapor en un modelo de barco de vapor en funcionamiento

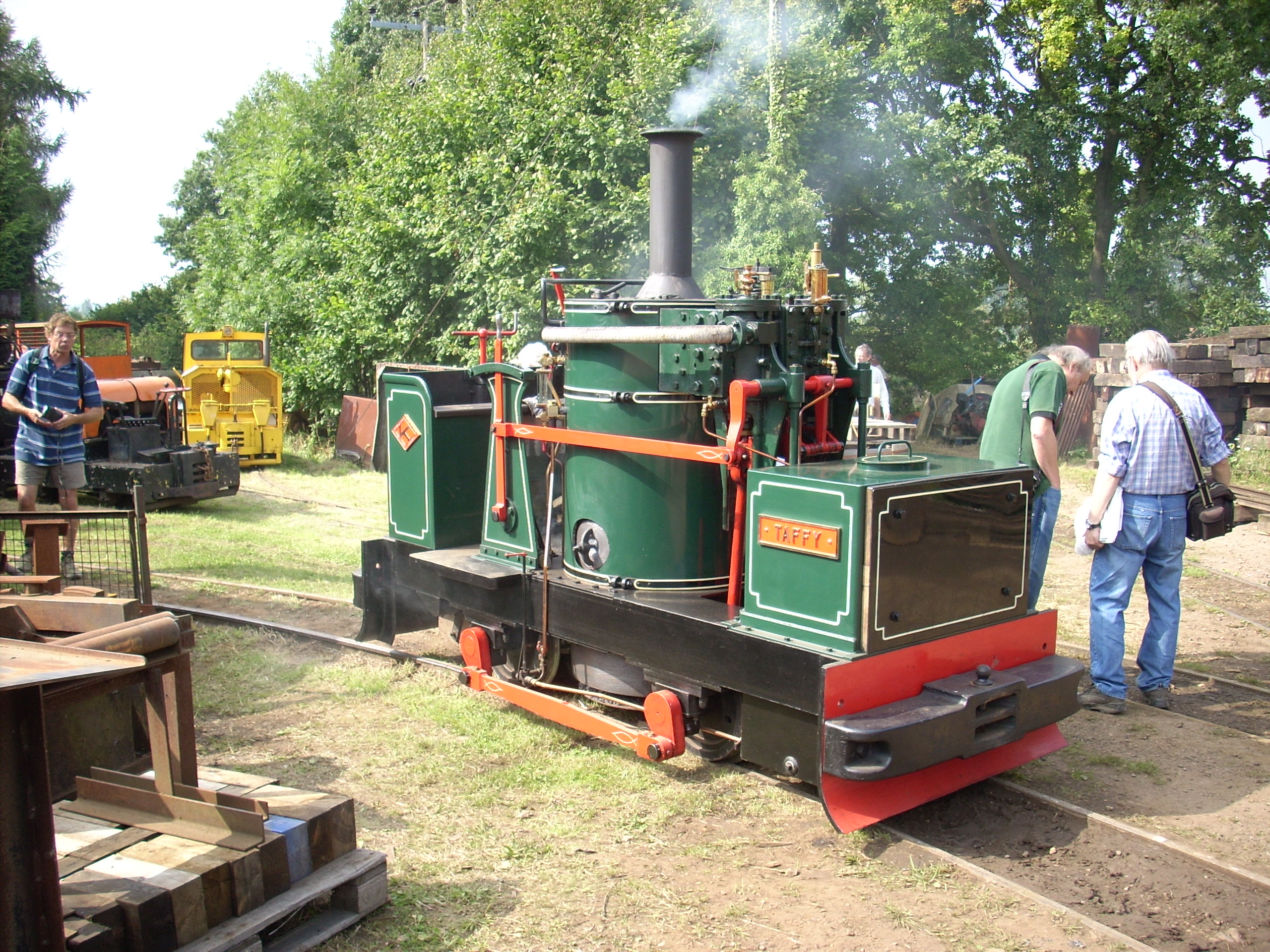
Taffy, réplica de una Chaloner, una locomotora ferroviaria de vía estrecha de caldera vertical De Winton

Una caldera vertical es un tipo de caldera de tubo de fuego o de tubo de agua donde la caldera está colocada verticalmente, en lugar de adoptar la posición horizontal más común. Se utilizaron para una gran variedad de vehículos a vapor y en otras máquinas móviles, incluidas las primeras locomotoras de vapor. 

## Consideraciones de diseño

### Disposición de los tubos
Se han utilizado muchos diseños de tubos diferentes. Entre los ejemplos más habituales se incluyen: 
Tubos de fuego
- Caldera vertical de tubo de fuego
- Caldera vertical con tubos de fuego horizontales

Tubos de agua
- Caldera vertical de tubos transversales
- Caldera de tubo Field
- Caldera de tubo dedal
- Caldera de tubo de agua espiral

### Ventajas
Las principales ventajas de una caldera vertical son: 
- Tamaño reducido: donde las restricciones de ancho y largo son críticas, el uso de una caldera vertical permite el diseño de una máquina más pequeña.
- Tolerancia al nivel del agua: el nivel del agua en una caldera horizontal debe mantenerse por encima de la corona (parte superior) de la cámara de combustión en todo momento, o la placa de la corona podría sobrecalentarse y doblarse, causando una explosión de la caldera. Incluso en los vehículos que se espera que salven desniveles moderados, como una locomotora ferroviaria o un camión de vapor, mantener el nivel de agua correcto cuando el vehículo en sí no está nivelado es una tarea delicada, que ocupa gran parte del tiempo del fogonero. En una caldera vertical, el agua se encuentra en la parte superior de la cámara de combustión, y la caldera necesitaría estar extremadamente baja de agua antes de que una pendiente pudiera causar un riesgo al dejar sin cubrir por el agua la parte superior de la cámara de combustión.
- Mantenimiento principal más simple: una caldera vertical generalmente se monta directamente sobre el bastidor de un vehículo, lo que permite un reemplazo fácil. Las calderas horizontales, como las de las locomotoras ferroviarias y las de los locotractores, forman una parte integral del vehículo (el vehículo está literalmente construido alrededor de la caldera), y por lo tanto, su reemplazo requiere el desmantelamiento de todo el vehículo.

### Desventajas

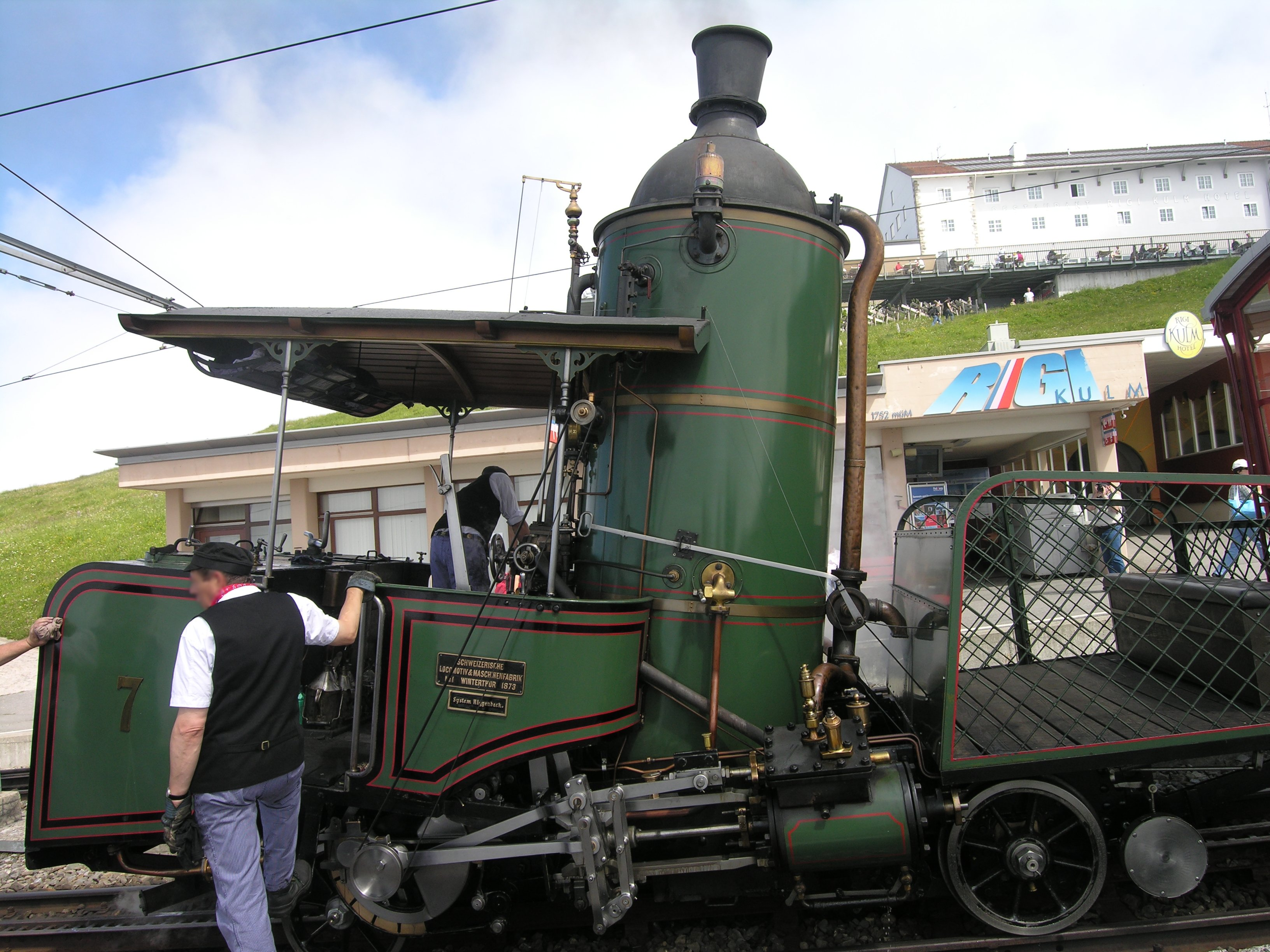
Locomotora suiza de cremallera (construida en 1858) para operar en las empinadas laderas de Rigi

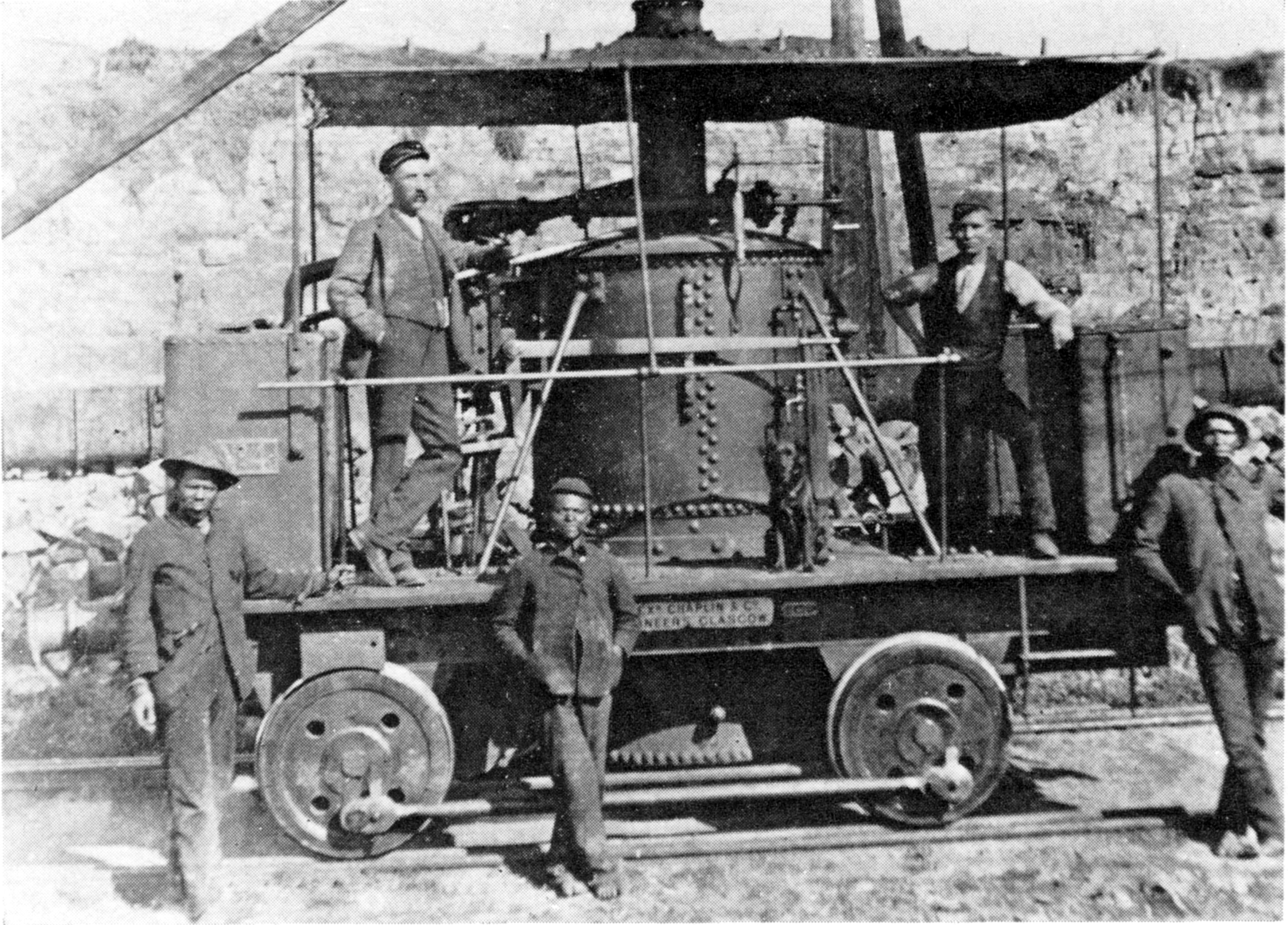
Locomotora del Puerto de East London 0-4-0VB, fabricada por Alexander Chaplin & Co.

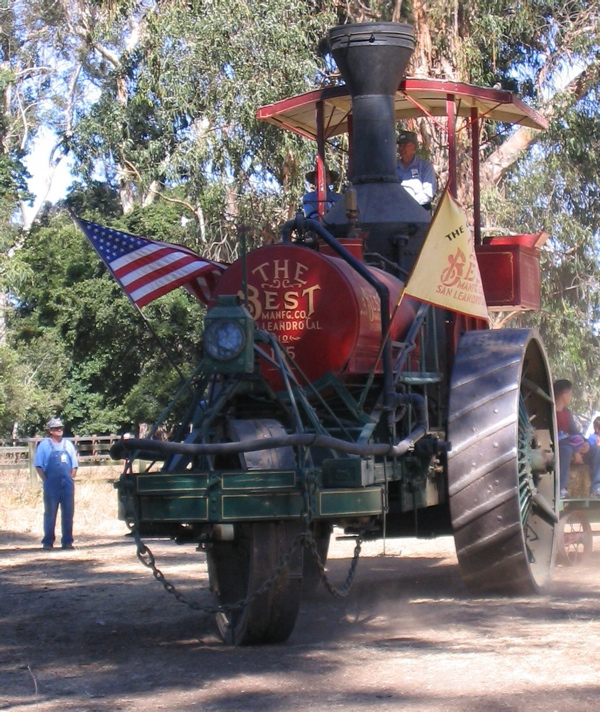
Un tractor de vapor "Best" de 1905 con caldera vertical

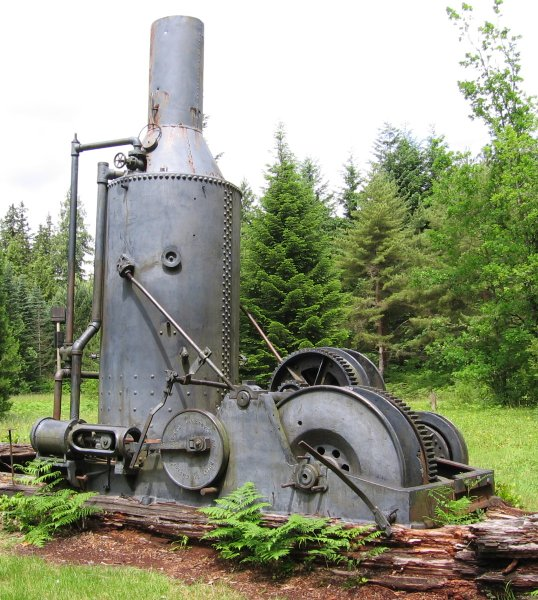
12 x 14 Empire (?) Burro de vapor en el Bosque de investigación Malcolm Knapp, de la UBC (Maple Ridge, British Columbia, Canadá)

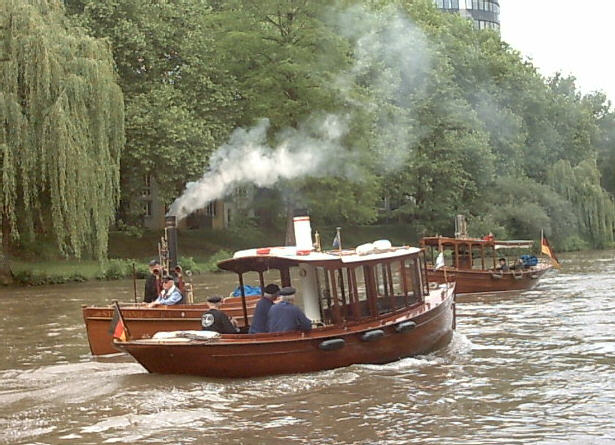
Tres barcos de vapor fluviales con calderas verticales

Las principales desventajas de una caldera vertical son: 
- Tamaño: las ventajas de su pequeña ocupación en planta se ven comprometidas por la altura mucho mayor requerida.[1] La presencia de puentes ajustados sobre la vía limita la altura de los vehículos a vapor, y esto a su vez restringe el tamaño (y, por lo tanto, la producción de vapor) de la caldera.[2]
- Área de rejilla: se limita a la huella de la caldera, lo que restringe la cantidad de vapor que se puede producir.
- Tubos cortos: los tubos de la caldera deben ser cortos para minimizar la altura. Como resultado, gran parte del calor disponible se pierde a través de la chimenea, ya que tiene muy poco tiempo para calentar los tubos.
- Sedimento: el sedimento puede depositarse en la lámina del tubo inferior (la placa sobre la caja de fuego) aislando el agua del calor y permitiendo que la lámina se queme.

## Aplicaciones

### Locomotoras ferroviarias
Varios fabricantes produjeron un número significativo de locomotoras de caldera vertical. Notables entre estos fueron: 
- Alexander Chaplin & Co. de Glasgow, que produjo una gama de productos industriales a vapor que incluían grúas, polipastos, locomotoras, motores de bombeo y cabrestantes, motores de cubierta de barcos y aparatos de destilación de agua de mar. Entre 1860 y 1899, entregó 135 locomotoras de caldera vertical similares a la East London Harbor 0-4-0VB a clientes de todo el mundo.[3]
- De Winton de Caernarfon, que produjo al menos 34 locomotoras de vía estrecha, principalmente para su uso en las canteras de pizarra de Gales.[4]
- Sentinel Waggon Works de Shrewsbury, que produjo una gran cantidad de locomotoras de maniobras utilizando sus calderas verticales de alta presión. Se utilizaron principalmente en ferrocarriles industriales de Gran Bretaña.
- La Sociedad Anónima John Cockerill produjo 891 locomotoras de maniobra de ancho internacional entre 1867 y 1942, utilizando un diseño estándar con cinco tamaños.[5]

### Camiones de vapor
Sentinel Waggon Works también produjo una gama de camiones (camiones de vapor) basados en sus calderas verticales de alta presión. 

### Tractores de vapor
La Best Manufacturing Company de San Leandro en California produjo una gama de tractores de vapor que usaban calderas verticales. 

### Apisonadoras de vapor
Ciertos diseños de apisonadoras de vapor se apartaron del estilo del locotractor convencional con caldera horizontal, adoptando un motor adaptado a esta caldera. Se fabricaban alrededor de un sólido chasis de vigas, con la caldera montada a baja altura entre los rodillos delantero y trasero. Estos diseños no eran comunes en el Reino Unido. 

### Burros de vapor
La forma tradicional del burro de vapor (como un cabrestante móvil utilizado en la industria maderera) quedó vinculada al uso de una caldera vertical, formando parte de una máquina de vapor montada sobre una base rígida equipada con patines para ser desplazada. Dado que el terreno a atravesar casi siempre sería abrupto, un diseño que permitiera fluctuaciones del nivel del agua como la caldera vertical era una opción obvia. 

### Palas de vapor y grúas
Los equipos de construcción tales como grúas y palas de vapor utilizaron calderas verticales con buenos resultados. Sobre una base giratoria, el peso de la caldera ayudaría a contrarrestar la carga suspendida del cucharón de la pala o el brazo de la grúa, montado en el lado opuesto del pivote de la caldera. La huella compacta de la caldera permitió diseños más pequeños de lo que hubiera sido el caso para un tipo horizontal, permitiendo así su uso en espacios de trabajo más pequeños; la altura extra de una caldera vertical es menos crítica para una máquina tan alta en general. 

### Aplicaciones marinas
Algunos barcos de vapor, particularmente los más pequeños, como las embarcaciones fluviales, se diseñaron alrededor de una caldera vertical. La pequeña huella de la caldera permitía conseguir diseños más compactos y maximizar el espacio disponible para la carga útil. 

### Aplicaciones estacionarias
Los tipos verticales, como la caldera Cochran, proporcionaron soluciones compactas especialmente útiles por su tamaño reducido, adecuadas para muchas aplicaciones estacionarias, incluida la calefacción de espacios edificados.